# Museo di zoologia di Catania
Il Museo di Zoologia di Catania è un centro di conservazione e ricerca. Nato nel 1853, è il più antico museo scientifico siciliano. Il museo è oggi diretto dal Direttore pro-tempore del Dipartimento di Scienze Biologiche, Geologiche e Ambientali dell'Università di Catania.
Fu ospitato fino al 1920 nel Palazzo centrale dell'Università di Catania, in piazza dell'Università e solo nel 1923 fu trasferito negli attuali locali di via Androne, in un edificio in stile liberty appositamente edificato allo scopo.
Attualmente il museo con annessa una "Casa delle farfalle" fa parte del Sistema museale d'ateneo (SiMuA) dell'Università degli studi di Catania.

## Collezioni
Nato inizialmente dalle collezioni dei professori e dei soci dell'Accademia Gioenia di Scienze Naturali, tra i quali la ricca raccolta malacologica dello stesso fondatore, Aradas, si è notevolmente arricchito negli anni con l'aggiunta di importanti collezioni di notevole valore storico e scientifico specialmente per quelle che contengono numerosi olotipi; ricche raccolte ornitologiche di circa 1500 esemplari comprendono esemplari  di colibrì, pappagalli, paradisee e di molte specie provenienti dalla Sicilia.
Il patrimonio del Museo fu inizialmente costituito dalle collezioni zoologiche dell’Accademia Gioenia di Catania e dalla collezione malacologica Aradas. In seguito si è arricchito di importanti collezioni di grande valore storico e scientifico.
In particolare, sono da segnalare la collezione di oltre 160 uccelli donata nel 1911 dal Circolo dei Cacciatori di Catania; la collezione del Barone Michele Auteri, costituita da un migliaio di uccelli prevalentemente esotici, donata nel 1923 dalla Nobildonna Angelina Paternò Castello di Biscari.
Nel 1986, grazie ad un contributo straordinario della ex provincia regionale di Catania, il Museo ha acquisito diversi esemplari di mammiferi extraeuropei, anche di grandi dimensioni.
Nel 1989 sono state acquisite le collezioni ornitologiche Baglieri e Baglieri-Benanti, comprendenti oltre 500 esemplari siciliani.
Ai primi anni ’90 risalgono le acquisizioni delle grandi collezioni entomologiche Briganti (circa 30.000 Coleotteri Stafilinidi) e Ragusa (circa 5.800 Lepidotteri europei, oltre 8.500 Coleotteri europei e 18.000 Coleotteri siciliani), quest’ultima per donazione da parte dell’Istituto di Agrumicoltura Sperimentale di Acireale.
Tra i diversi esemplari di mammiferi extraeuropei, anche di grande mole, vi sono, ad esempio, un grande orso polare, un enorme alce canadese, una splendida tigre, leoni,zebre, canguri, koala, e varie altre specie molte delle quali a rischio, va sottolineato che tutti gli esemplari acquisiti dal Museo non sono stati catturati in natura.
Il museo ospita anche un elefante imbalsamato, donato nel 1889 dall'imperatore d'Etiopia Menelik II al re d'Italia Umberto I a seguito della firma del trattato di Uccialli. Il pachiderma era stato in seguito regalato dal sovrano sabaudo alla città di Catania e aveva vissuto per un periodo presso il giardino Bellini. 
Da luglio 2021 è stato riaperto al pubblico dopo lavori di restauro e un nuovo allestimento Open, con gli animali non protetti da vetrine.

## Casa delle farfalle
La Casa delle farfalle è una struttura progettata dall'architetto Manfredi Nicoletti, ospitata all'esterno dell'edificio, che mantiene un habitat tropicale che permette a diverse specie di farfalle di vivere e riprodursi all'interno della struttura. Si tratta di una serra climatizzata in acciaio e vetro. Attualmente è disattivata in attesa di restauro.